# Tlumačov (Plzeň)
Tlumačov é uma comuna checa localizada na região de Plzeň, distrito de Domažlice.